# Laura Flores
Laura Flores (Reynosa, Tamaulipas, 23 de agosto de 1963) es una actriz, cantante y conductora de televisión, mexicana.

## Biografía
Su nombre completo es Laura Aurora Flores de las Heras. Nació el 23 de agosto de 1963 en Reynosa, Tamaulipas. Empezó su carrera artística con el grupo Hermanos y Amigos. El grupo realizó extensas giras por México, Holanda, Alemania y España por tres años. Después de un tiempo, Laura decidió embarcar la carrera de actuación en el Centro de Educación Artística de Televisa (CEA). Su primera oportunidad de actuar un papel en la telenovela El combate, protagonizada por Ignacio López Tarso.
Sin embargo, la música siempre estuvo ligada a ella y en 1980 el productor Luis de Llano le ofreció la oportunidad de cantar algunas canciones en inglés en el programa Noche a noche, que conducía Verónica Castro.
En 1981 Laura protagonizó la comedia musical Los Fantásticos, que tuvo que abandonar para perfeccionar su técnica artística en los Ángeles, California, por tres meses.
Laura Flores en el rubro del teatro ha participado en puestas en escena como: Los Fantásticos (1981), Nuestro amor de cada día (1983), Jesucristo Superestrella (1984), Fausto (1985), Sugar (1992), Tenorio Cómico (1992), repitiendo esta obra dos años después, y Monólogos de la vagina en (2002). En 2011 celebró 200 representaciones con la obra Bajo cero, y Soy mujer, soy invencible y estoy exhausta!!! es la más reciente puesta en escena que representa LAURA FLORES en el 2012.
A su regreso participó como conductora de varios programas especiales en los que se retrató con el fenómeno del grupo Menudo, que en 1981 triunfaba en Latinoamérica. En ese mismo año participa en la telenovela El derecho de nacer, al lado de Verónica Castro, Humberto Zurita y Erika Buenfil.
Un año después, la suerte le sonrió al grabar su primer disco como solista, Barcos de Papel, que la llevó a realizar giras por toda la República Mexicana.
En 1986, Laura se casó con el compositor y cantante Sergio Facchelli, quien además produjo los discos De Corazón a Corazón y Fruto Prohibido. Aunque no contaba con el apoyo de su familia, que se opuso férreamente a su enlace con el cantante, ella decidió casarse de todas formas pues estaba muy enamorada. Pero el sueño terminaría tres años después cuando se divorció del compositor uruguayo, lo que le dio la oportunidad de interpretar su dolor en las canciones del disco "Desde hoy".
A la par de su carrera musical, ha participado en telenovelas como Los años pasan, Clarisa, El amor tiene cara de mujer, El alma no tiene color, Gotita de amor y Siempre te amaré.
Su más reciente producción, "Te voy a esperar", es un álbum que produjo Marco Antonio Solís; además condujo junto con Alfredo Adame el programa matutino de revista "Hoy".
En 2000 participó en la serie de comedia, Cero en conducta, donde también actuaba su hermano Gerardo Flores.
En 2002 interpretó a Rocío Cantú en la telenovela infantil Cómplices al rescate.
Mientras que en 2005 regresa a las telenovelas con el melodrama Piel de otoño, donde interpretó a una mujer maltratada por su marido.
En 2006 trabaja en la telenovela Mundo de fieras del productor Salvador Mejía, integrando una de las historias principales del melodrama.
En 2007 participa en la telenovela Al diablo con los guapos, producida por Angelli Nesma, junto a Cesar Evora, Allison Lozz, Eugenio Siller y Altair Jarabo.
En 2008 regresa como conductora al programa Hoy junto a Andrea Legarreta; en ese mismo año trabaja en la telenovela En nombre del amor junto a Victoria Ruffo, Leticia Calderón, Arturo Peniche, y nuevamente con Allison Lozz y Altair Jarabo.
Laura es hermana del compositor y productor Gerardo Flores, quien actualmente es director musical del programa de televisión Don Francisco presenta.
Durante 2008, al finalizar la telenovela Al diablo con los guapos  adoptó a un niño en Mérida en junio; ocho meses después en 2009 adoptó a una niña del DIF en Chihuahua; sus nuevos hijos adoptivos son Alejandro y Ana Sofía. Actualmente cuenta con cuatro hijos: María, Patricio, Ana Sofía y Alejandro.
En 2009 es convocada para participar en la nueva versión de la telenovela Corazón salvaje, en donde interpretó a la madre de Juan del Diablo.
En 2010 forma parte del elenco de Llena de amor, versión de Mi gorda bella, como Ernestina Pavón "Netty", la tía de Marianela Ruiz y de Teresa Pavón, la protagonista quien la encarna Ariadne Díaz.
En 2012 forma parte del elenco de la telenovela Un refugio para el amor siendo una de las principales antagonistas, en el personaje de Roselena Fuentes Gil de Torreslanda.
En noviembre de 2013 anunció su cambio a Telemundo luego de 30 años de trabajar con Televisa.
Y en 2013 hace una participación especial en la telenovela de Telemundo En otra piel como Mónica Serrano al lado de María Elisa Camargo, David Chocarro, Vanessa Villela y Jorge Luis Pila.
También participa en la telenovela  Reina de corazones de Telemundo como la Agente Sara Smith, actuando al lado de figuras como Paola Núñez, Eugenio Siller, Juan Soler y Catherine Siachoque.
En 2019 regresa a Televisa gracias a la telenovela Juntos el corazón nunca se equivoca protagonizada por Emilio Osorio y Joaquín Bondoni, telenovela donde interpreta el papel de "Soledad de Ortega".

## Filmografía

### Telenovelas
| Año       | Telenovela                    | Personaje                                     |
| --------- | ----------------------------- | --------------------------------------------- |
| 1980      | El combate                    | Mariana                                       |
| 1981-1982 | El derecho de nacer           | Amelia Montero                                |
| 1982-1983 | En busca del Paraíso          | Yolanda                                       |
| 1984      | Tú eres mi destino            | Rosa Martha                                   |
| 1984      | Los años felices              | María T                                       |
| 1985      | Los años pasan                | María T                                       |
| 1986      | Ave fénix                     | Paulina                                       |
| 1990      | Mi pequeña Soledad            | Dulce María                                   |
| 1991      | La pícara soñadora            | Mónica Rochild                                |
| 1993      | Clarisa                       | Elide González León                           |
| 1994      | El vuelo del águila           | Emperatriz Carlota Amalia de México           |
| 1994      | El amor tiene cara de mujer   | Victoria                                      |
| 1996      | Marisol                       | Sandra Luján                                  |
| 1997      | El alma no tiene color        | Guadalupe Roldán                              |
| 1998      | Gotita de amor                | María Fernanda de Santiago                    |
| 1999      | Yo soy Betty, la fea          | Ella misma                                    |
| 1999-2000 | Cuento de navidad             | Mujer Ángel La señora bonita                  |
| 1999-2000 | Tres mujeres                  | Sandra María Aguirre de la Parra              |
| 2000      | Siempre te amaré              | Victoria Robles de Castellanos / Amparo Rivas |
| 2000      | Carita de ángel               | Ella misma                                    |
| 2002      | Cómplices al rescate          | Rocío Cantú                                   |
| 2005      | Piel de otoño                 | Lucía Villarreal de Mendoza                   |
| 2006-2007 | Mundo de fieras               | Regina Farías de Martínez                     |
| 2007      | Destilando amor               | Priscila Yurente                              |
| 2007-2008 | Al diablo con los guapos      | Luciana Arango de Belmonte                    |
| 2008-2009 | En nombre del amor            | Camila Ríos                                   |
| 2009-2010 | Corazón salvaje               | María del Rosario Montes de Oca               |
| 2010-2011 | Llena de amor                 | Ernestina "Netty" Pavón                       |
| 2011      | Una familia con suerte        | Yuyú Arteaga                                  |
| 2012      | Un refugio para el amor       | Roselena Fuentes Gil de Torreslanda           |
| 2014      | En otra piel                  | Mónica Serrano                                |
| 2014      | Reina de corazones            | Sara Smith                                    |
| 2015      | ¿Quién es quién?              | Inés González de Fuentemayor                  |
| 2017      | La fan                        | Paloma                                        |
| 2017      | Milagros de Navidad           | Guadalupe "Lupe"                              |
| 2018      | Mi familia perfecta           | Irma Solís vda. de Guerrero                   |
| 2019-2020 | Soltero con hijas             | Alondra Ruvalcaba                             |
| 2021      | Fuego ardiente                | Laura Urquidi                                 |
| 2022      | Hasta que la plata nos separe | Clemencia Maldonado                           |
| 2023      | Amores que engañan            | Norma                                         |
| 2023      | Vuelve a mí                   | Martha Guevara                                |
| 2024      | Tu vida es mi vida            | Gracia Martínez Torres                        |
| 2024      | Las hijas de la señora García | Cecilia Borbón de Portilla                    |

### Series
| Año  | Serie                                 | Personaje                  |
| ---- | ------------------------------------- | -------------------------- |
| 2016 | Señora Acero 3, La Coyote             | Edelmira Rigores           |
| 2019 | Juntos el corazón nunca se equivoca   | Soledad Elizalde de Ortega |
| 2019 | Decisiones: Unos ganan, otros pierden | Elena Sabater              |

### Conductora
- La rueda de la fortuna (1995-1996)
- Hoy (2001-2003, 2008)
- Un nuevo día (2015)[17]
- Un nuevo día temporal reemplazando a Adamari López (2018)
- Las 5 mejores (2021)[18]
- Divinísimas (2023)[19]

### Películas
- Siempre en domingo (1984)
- Comando marino (1990)
- Los Temerarios (1993)
- Preparatoria (1984)

### Teatro
- Los fantásticos (1981)
- Nuestro amor de cada día (1983)
- Jesucristo superestrella (1984)
- Fausto (1985)
- Sugar (1992)
- Tenorio cómico (1992-1994)
- Monólogos de la vagina (2002)
- Bajo cero (2011)
- Soy mujer, soy invencible y estoy exhausta (2012)
- Made in México (2013)[20] (2016)
- Manos quietas (2012)[21]
- Infidelidades (2015)[22]
- Mamá por siempre (2016)[23]

### Reality
- ¿Quién es la máscara? - Elefante (2020)[24]
- MasterChef Celebrity México (2021) - Participante[25]
- ¿Qué dicen los famosos? (2023) - Invitada[26]

## Discografía
- Hermanos y amigos (1978) Con sus hermanos: Eugenia, Gerardo y Marco Flores
- Barcos de papel (1983)
- Preparatoria (1984)
- De corazón a corazón (1985)
- Fruto prohibido (1987)
- Para vivir feliz (1988)
- Eterna Navidad (1989) Con todos los artistas de EMI de ese año.
- Desde hoy (1989)
- Cuando el amor estalla (1991)
- Nunca hagas llorar a una mujer (1995)
- Me quedé vacía (1997)
- Te voy a esperar (2000)
- Contigo o sin ti (2002)
- Morir de amor (2004)
- Soy yo (2007)
- Soy yo con Banda y Mariachi (2008)
- Ni te pares por aquí (2009)
- Desde mi corazón (2012)

## Premios y reconocimientos

### Premios TVyNovelas
| Año  | Categoría                                    | Telenovela             | Resultado | Ref.   |
| ---- | -------------------------------------------- | ---------------------- | --------- | ------ |
| 2010 | Mejor actriz coestelar                       | Corazón salvaje        | Nominada  | [ 27 ] |
| 2007 | Mejor actriz de reparto                      | Mundo de fieras        | Nominada  |        |
| 1998 | Mejor tema musical con (Marco Antonio Solís) | El alma no tiene color | Ganadora  | [ 28 ] |
| 1994 | Mejor villana                                | Clarisa                | Nominada  |        |
| 1985 | Mejor actriz joven                           | Los años felices       | Nominada  |        |
| 1983 | Mejor revelación femenina                    | El derecho de nacer    | Ganadora  |        |

### Premios lo Nuestro
| Año  | Categoría                                     | Resultado | Ref.   |
| ---- | --------------------------------------------- | --------- | ------ |
| 1997 | Artista Femenina del Año en Regional Mexicano | Nominada  | [ 29 ] |
| 1998 | Artista Femenina del Año en Pop               | Nominada  | [ 30 ] |

### TV Adicto Golden Awards
| Año  | Categoría                | Telenovela    | Resultado | Ref.   |
| ---- | ------------------------ | ------------- | --------- | ------ |
| 2010 | Mejor personaje femenino | Llena de amor | Ganadora  | [ 31 ] |

### Premios People en Español
| Año  | Categoría               | Telenovela              | Resultado |
| ---- | ----------------------- | ----------------------- | --------- |
| 2012 | Mejor Actriz Secundaria | Un refugio para el amor | Nominada  |

### Premios Tu Mundo
| Año  | Categoría             | Telenovela         | Resultado | Ref.   |
| ---- | --------------------- | ------------------ | --------- | ------ |
| 2014 | Protagonista Favorita | En otra piel       | Nominada  | [ 32 ] |
| 2015 | Primera Actriz        | Reina de corazones | Nominada  | [ 33 ] |